# دان برادي (لاعب هوكي الجليد)
دان برادي (بالإنجليزية: Dan Brady)‏ هو لاعب هوكي الجليد أمريكي، ولد في 25 أغسطس 1950 في كانتون في الولايات المتحدة.

## وصلات خارجية
- دان برادي على موقع EliteProspects.com (الإنجليزية)
- دان برادي على موقع HockeyDB.com (الإنجليزية)